# Luidia senegalensis
Luidia senegalensis is een kamster uit de familie Luidiidae.
De wetenschappelijke naam van de soort werd in 1816 gepubliceerd door Jean-Baptiste de Lamarck.

## Synoniemen
- Luidia marcgravii Lütken, 1859[1]